# Ka-Ha-Si
Ka-Ha-Si is in de Inuit-mythologie een luie Inuit-jongen die zijn stam voor schut zette door steeds te slapen. In een droom zei een vogel tegen hem dat hij zijn stam moest redden van hongersnood omdat de jagers niet in staat waren om vlees te vinden. Ka-Ha-Si dreef een groep walrussen bij elkaar, zodat die met elkaar zouden vechten om vlees te krijgen, maar al gauw kreeg Ka-Ha-Si weer slaap. De droom kwam weer terug en later vocht hij tegen een reus, en won. Ka-Ha-Si werd later een wijze en respectabele sjamaan.

## Referentie
- Dit artikel is een vertaling van het Engelstalige Wikipedia-artikel.